# ایچن
ایچن (به آلمانی: Aichen) یک شهر در آلمان است که در بایرن واقع شده‌است.

## خصوصیات
ایچن ۱۷٫۶۰ کیلومترمربع مساحت دارد ۵۱۰ متر بالاتر از سطح دریا واقع شده‌است.